# Serie A2 1985-1986 (pallanuoto maschile)
La Serie A2 1985-1986 è stata la seconda edizione di questo torneo, il secondo livello del campionato italiano di pallanuoto maschile.

Il campionato è stato vinto dalla neopromossa Rari Nantes Arenzano davanti alle Fiamme Oro, entrambe qualificate direttamente ai quarti dei Play off scudetto.

## Classifica finale
|  |     | Serie A2 '85-'86   | Pt | G  | V | N | P | GF | GS | DR |
|  | --- | ------------------ | -- | -- | - | - | - | -- | -- | -- |
|  | 1.  | Arenzano           | 33 | 22 |   |   |   |    |    |    |
|  | 2.  | Fiamme Oro         | 31 | 22 |   |   |   |    |    |    |
|  | 3.  | Vomero             | 25 | 22 |   |   |   |    |    |    |
|  | 4.  | Bologna            | 24 | 22 |   |   |   |    |    |    |
|  | 5.  | Como               | 24 | 22 |   |   |   |    |    |    |
|  | 6.  | Sori               | 23 | 22 |   |   |   |    |    |    |
|  | 7.  | Calidarium Palermo | 23 | 22 |   |   |   |    |    |    |
|  | 8.  | Volturno           | 22 | 22 |   |   |   |    |    |    |
|  | 9.  | Sturla             | 20 | 22 |   |   |   |    |    |    |
|  | 10. | Anzio              | 19 | 22 |   |   |   |    |    |    |
|  | 11. | Chiavari           | 17 | 22 |   |   |   |    |    |    |
|  | 12. | Mameli             | 3  | 22 |   |   |   |    |    |    |

## Verdetti
- RN Arenzano e Fiamme Oro promosse in serie A1 e ammesse ai Play-off Scudetto
- Anzio, Chiavari e Mameli retrocesse in Serie B